# Fontanna księcia koronnego Rupperta w Monachium
Fontanna księcia koronnego Rupperta w Monachium (niem. Kronprinz-Rupprecht-Brunnen) – fontanna zlokalizowana między rezydencją królów Bawarii, a dawną dworską szkoły jazdy i stajniami królewskimi (niem. Marstall) w Monachium, w kraju związkowym Bawaria w Niemczech.

## Opis
Została wykonana w 1961 przez rzeźbiarza Bernharda Bleekera i odsłonięta jeszcze w tym samym roku, w 92. rocznicę urodzin księcia. Na kuli, która spoczywa na filarze umieszczonym pośrodku cembrowiny, stoi naga postać Iustitii, trzymająca w prawej ręce wagę, natomiast w lewej ręce figurę Ateny, symbolizującą sprawiedliwość, a także sztukę i naukę, zgodnie z dewizą życiową księcia. Całość tworzą: cembrowina usadowiona na stopniowanym cokole i znajdujące się powyżej dwie misy, zwężające się ku górze, z których, otworami umieszczonymi na ich obrzeżach ścieka woda. Fontanna jest poświęcona księciu koronnemu Ruppertowi, synowi ostatniego bawarskiego króla Ludwika III z dynastii Wittelsbachów. Na środkowej kolumnie znajduje się monogram księcia: stylizowana litera "R" z koroną Królestwa Bawarii. Fontanna wykonana została z brązu, a cembrowina z wapienia muszlowego. Fontanna została zamówiona przez Bawarską Akademię Nauk, która mieści się od 1959 w północno-wschodnim skrzydle rezydencji i której główne wejście do niej znajduje się obok fontanny. Książę koronny Ruppert z racji swoich kulturalno-historycznych zainteresowań był od 1911 członkiem honorowym akademii.